# Йоркшир (Вірджинія)
Йоркшир (англ. Yorkshire) — переписна місцевість (CDP) в США, в окрузі Принс-Вільям штату Вірджинія. Населення — 10 992 особи (2020).

## Географія
Йоркшир розташований за координатами 38°47′20″ пн. ш. 77°27′0″ зх. д. / 38.78889° пн. ш. 77.45000° зх. д. (38.788994, -77.449867).  За даними Бюро перепису населення США в 2010 році переписна місцевість мала площу 6,32 км², з яких 6,25 км² — суходіл та 0,07 км² — водойми.

## Демографія
Згідно з переписом 2010 року, у переписній місцевості мешкала 7541 особа в 2293 домогосподарствах у складі 1724 родин. Густота населення становила 1193 особи/км².  Було 2401 помешкання (380/км²).
Расовий склад населення:
| - 57,9 % — білих - 9,9 % — чорних або афроамериканців - 7,7 % — азіатів - 0,5 % — корінних американців - 0,1 % — вихідців з тихоокеанських островів - 18,2 % — осіб інших рас |

До двох чи більше рас належало 5,7 %. Частка іспаномовних становила 39,0 % від усіх жителів.
За віковим діапазоном населення розподілялося таким чином: 28,8 % — особи молодші 18 років, 65,2 % — особи у віці 18—64 років, 6,0 % — особи у віці 65 років та старші. Медіана віку мешканця становила 31,5 року. На 100 осіб жіночої статі у переписній місцевості припадало 104,0 чоловіків;  на 100 жінок у віці від 18 років та старших — 106,1 чоловіків також старших 18 років.
Середній дохід на одне домашнє господарство  становив 80 730 доларів США (медіана — 62 500), а середній дохід на одну сім'ю — 79 100 доларів (медіана — 62 688). Медіана доходів становила 48 579 доларів для чоловіків та 31 968 доларів для жінок. За межею бідності перебувало 19,1 % осіб, у тому числі 25,5 % дітей у віці до 18 років та 4,7 % осіб у віці 65 років та старших.
Цивільне працевлаштоване населення становило 4633 особи. Основні галузі зайнятості: будівництво — 21,9 %, науковці, спеціалісти, менеджери — 18,2 %, роздрібна торгівля — 16,2 %.